# Томас, Кристи
Кристи Мишель Томас (англ. Christi Michelle Thomas; род. 14 августа 1982 года, Мариетта, штат Джорджия, США) — американская профессиональная баскетболистка, выступавшая в женской национальной баскетбольной ассоциации. Была выбрана на драфте ВНБА 2004 года в первом раунде под общим двенадцатым номером клубом «Лос-Анджелес Спаркс». Играла на позиции тяжёлого форварда и центровой.

## Ранние годы
Кристи родилась 14 августа 1982 года в городе Мариетта (штат Джорджия) в семье Чарльза Мориса и Делорес Томас, училась же она немного восточнее в небольшом городке Буфорд в одноимённой средней школе, в которой выступала за местную баскетбольную команду.